# 列措維齊亞
48°28′12″N 22°53′0″E / 48.47000°N 22.88333°E
列措維齊亞（烏克蘭語：Лецовиця），是烏克蘭的村落，位於該國西部外喀爾巴阡州，由穆卡切沃區負責管轄，面積0.79平方公里，海拔高度360米，2001年人口825，人口密度每平方公里1,042.98人。